# Stare Miasto, Warmińsko-Mazurskie
Stare Miasto [ˈstarɛ ˈmjastɔ] (tiếng Đức: Altstadt) là một ngôi làng thuộc khu hành chính của Gmina Dąbrówno, thuộc huyện Ostródzki, Warmińsko-Mazurskie, ở miền bắc Ba Lan. Nó cách Dbrówno khoảng 5 kilômét (3 mi) về phía tây bắc, cách Ostróda 26 km (16 mi) về phía nam  và cách thủ đô khu vực Olsztyn 49 km (30 mi) về phía tây nam.